# Luscinia
Luscinia este un gen de păsări mici, din familia Muscicapidae, unde sunt clasificate patru specii de păsări numite în mod obișnuit privighetori.

## Taxonomie și sistematică
Cuvântul Luscinia a fost folosit pentru privighetoare și păsări similare în limba latină clasică (de exemplu, în anii 70 d.Hr. în Naturalis Historia de Pliniu cel Bătrân), dacă nu mai devreme. Etimologic, ar putea fi derivat din luscus (latinescul pentru „pe jumătate orb”, „pe jumătate înțeles” etc.) sau clueō (latinescul pentru „a fi bine-cunoscut”) + (probabil) latinescul canō „a cânta”. Prin urmare, ar putea fi tradus drept „cântăreț puțin văzut [ca în amurg]” sau „cântăreț faimos”. Genul Luscinia a fost introdus de naturalistul englez Thomas Forster în 1817. Specia tip este privighetoarea roșcată (Luscinia megarhynchos).
Delimitarea Luscinia față de genul Erithacus a fost confuză mult timp; speciile au fost plasate mai degrabă fără discernământ într-unul sau altul, sau Luscinia a fost în întregime inclus în Erithacus. Genul Luscinia includea anterior mult mai multe specii. Un studiu important de filogenetică moleculară publicat în 2010 a constatat că genul nu reprezenta un grup monofiletic. Prin urmare, speciile au fost realocate altor genuri, lăsând doar trei specii rămase în genul original. Același studiu a arătat că privighetoarea cu burtă albă (Luscinia phaenicuroides) plasată anterior în genul monotipic Hodgsonius, aparținea aceleiași clade.
Speciile plasate în prezent în Luscinia sunt:
- Gușă albastră, Luscinia svecica
- Privighetoare cu burtă albă, Luscinia phaenicuroides (anterior singura specie din genul Hodgsonius)
- Privighetoare de zăvoi, Luscinia luscinia
- Privighetoare roșcată, Luscinia megarhynchos